# Зайчики (Бабушкінський район)
За́йчики (рос. Зайчики) — селище у складі Бабушкінського району Вологодської області, Росія. Входить до складу Рослятінського сільського поселення.

## Населення
Населення — 480 осіб (2010; 598 у 2002).
Національний склад (станом на 2002 рік):
- росіяни — 99 %